# Тимофеєв Олександр Сергійович
Олександр Сергійович Тимофеєв (нар. 26 серпня 1942, Київ) — радянський футболіст, який грав на позиції півзахисника. Відомий за виступами у низці українських команд класу «Б», зокрема був учасником 1/4 фіналу Кубка СРСР у складі львівського СКА.

## Клубна кар'єра
Олександр Тимофеєв народився в Києві, а розпочав займатися футболом у львівській ДЮСШ-4, пізніше продовжив заняття футболом у футбольній школі львівського СКА. Розпочав виступи на футбольних полях у аматорській команді «Сільмаш» зі Львова. У 1962 році Тимофеєв став гравцем львівського СКА, який на той час грав у класі «Б». У складі львівських армійців Олександр Тимофеєв грав до початку 1965 року. У 1964 року у складі команди став учасником чвертьфінального матчу Кубка СРСР, у якому львівські армійці поступилися команді «Крила Рад» із Куйбишева.
На початку 1965 року Олександр Тимофеєв зіграв у складі армійців один матч Кубка СРСР, після чого став гравцем іншої команди класу «Б» «Спартак» з Івано-Франківська. У складі івано-франківської команди футболіст грав до кінця сезону 1966 року. У 1967 році Тимофеєв перебував у дублюючому складі львівських «Карпат», проте за основну команду так і не зіграв. У 1968—1969 році Олександр Тимофеєв грав у складі команди класу «Б» «Динамо» з Хмельницького. У 1970 році Тимофеєв грав у складі команди класу «Б» «Нафтовик» з Дрогобича. Завершував виступи а футбольних полях Олександр Тимофеєв у складі аматорської команди «Сокіл» зі Львова, у складі якої грав до 1974 року.